# Hamdi Ulukaya

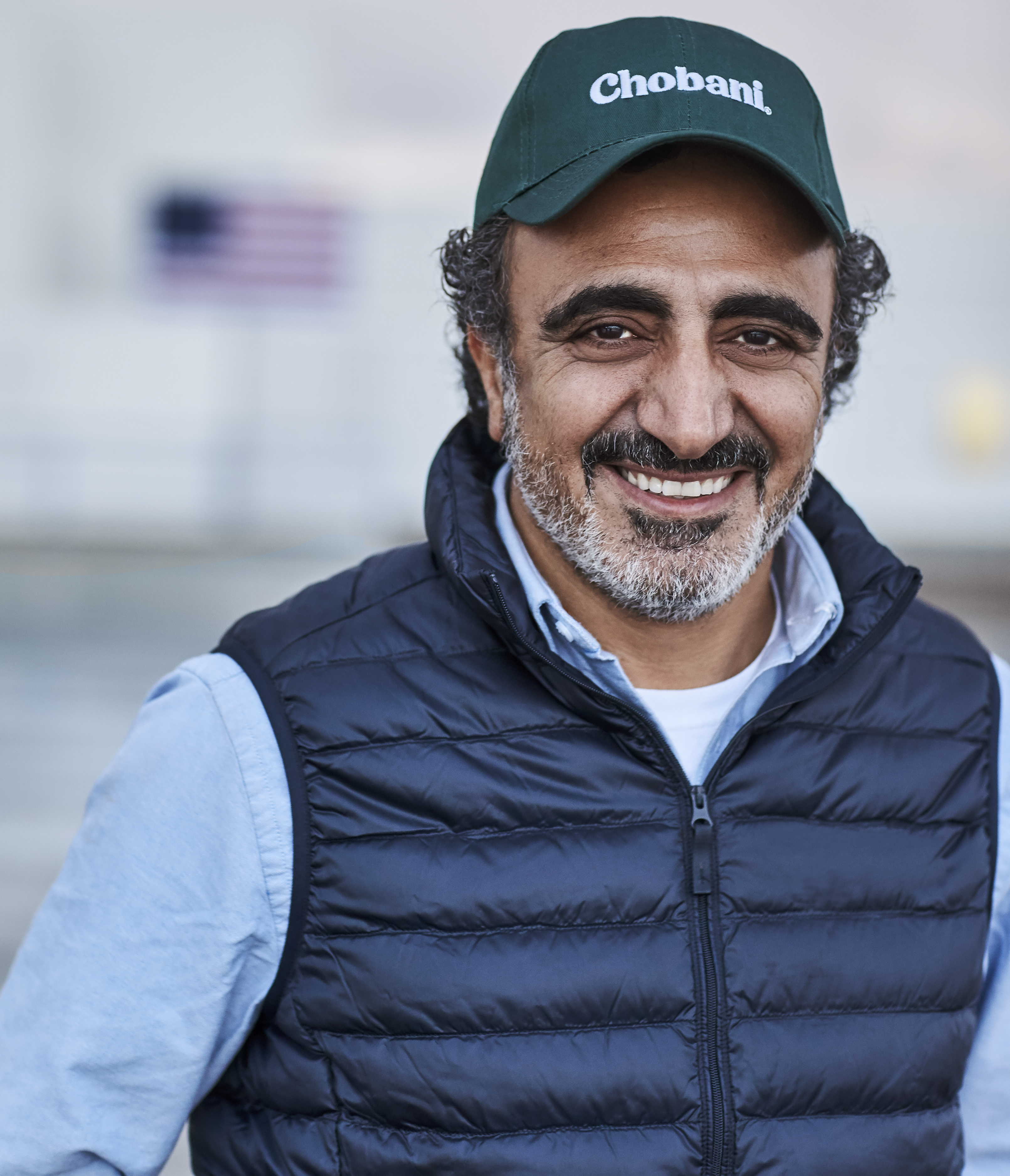
Ulukaya im Jahr 2017

Hamdi Ulukaya (* 1972 in İliç, Erzincan, Türkei) ist ein US-amerikanischer Unternehmer und Mäzen kurdisch-türkischer Herkunft.

## Leben
Ulukaya wuchs in der Nähe der türkischen Kleinstadt Erzincan auf. Die Familie besaß eine Schafherde und produzierte Käse und Joghurt. 1994 kam Hamdi Ulukaya in die USA, um Englisch zu lernen. 
Nach seiner Collegezeit entwickelte Ulukaya mit seinen Eltern Ende der 1990er Jahre die Idee für eine Käseproduktion in den Vereinigten Staaten. Hierzu gründete er 1999 den Käsehersteller Euphrates, nach dem Tod seiner Eltern kurze Zeit später dauerte es jedoch bis 2002, ehe das Unternehmen hochwertigen Fetakäse produzierte und verkaufte.
Der Joghurt, den er in den USA fand, entsprach nicht seinen Vorstellungen. Er wollte Joghurt erzeugen, wie er ihn aus seiner Kindheit kannte. Mit einem Kredit erwarb er 2005 in New York (Bundesstaat) eine stillgelegte Molkerei. Er nannte das Unternehmen Chobani. 2012 eröffnete er in Twin Falls, Idaho die größte Molkerei der Welt. Hauptprodukt ist Chobani Flip, ein Produkt ähnlich zu Müllers Joghurt mit der Ecke.
Von Anfang an wurden 10 % des Gewinns über die Chobani Stiftung für wohltätige Zwecke verwendet.

## Vermögen
Gemäß der Forbes-Liste 2024 beträgt sein Vermögen ca. 2,5 Milliarden US-Dollar. Damit belegt er Platz 1354 auf der Forbes-Liste der reichsten Menschen der Welt.

## Stiftungen
Ulukaya hat sich der Initiative The Giving Pledge von Bill Gates und Warren Buffett angeschlossen. Die Reichen der Welt verpflichten sich in diesem Versuch, einen Großteil ihres Vermögens zu Lebzeiten für karitative Zwecke aufzuwenden. Ulukaya konzentriert sich hierbei auf die Flüchtlingskrise. Dieses Thema liegt ihm biografisch am nächsten. Er hat die Stiftung „The Tent“ gegründet und stellt gezielt Flüchtlinge in seinem Unternehmen ein. Fast jeder Dritte seiner Angestellten ist ein Flüchtling.

## Auszeichnungen
2013 wurde er von den Unternehmensberatern von Ernst & Young als „World Entrepreneur 2013“ ausgezeichnet.
2015 wurde er von der United Nations Foundations mit dem Global Leadership Award ausgezeichnet.